# تين أمازوني
تين أمازوني (الاسم العلمي:Ficus amazonica) هو نوع من النباتات يتبع جنس التين من الفصيلة التوتية.